# Swinhoes lijstergaai
Swinhoes lijstergaai (Pterorhinus sannio) is een zangvogel uit de familie Leiothrichidae. De Nederlandse naam verwijst naar de Britse natuuronderzoeker Robert Swinhoe die deze vogel in 1867 wetenschappelijk heeft beschreven.

## Verspreiding en leefgebied
Deze soort komt voor van noordoostelijk India tot oostelijk China en Indochina. Er zijn vier ondersoorten:
- P. s. albosuperciliaris: noordoostelijk India.
- P. s. comis: van zuidwestelijk China via oostelijk Myanmar en noordoostelijk Thailand tot noordelijk Indochina.
- P. s. sannio: zuidoostelijk China en noordoostelijk Vietnam.
- P. s. oblectans: westelijk-centraal en zuidelijk-centraal China.

## Status
De grootte van de populatie is niet gekwantificeerd maar de soort wordt omschreven als matig tot zeer algemeen. Op de Rode lijst van de IUCN heeft deze soort de status niet bedreigd.